# Rötzer
Rötzer ist ein deutscher Familienname.

## Etymologie
- Herkunftsname zu dem Ortsnamen Rötz (Bayern, Österreich).
- Berufsname zu mhd. rœẓe („Flachs-, Hanfröste“), für jemanden, der das Flachsstroh in dem Flachsteich (Röste) zum Faulen brachte.
- Wohnstättenname: „wohnhaft bei einer Flachsröste“.[1]

## Familienname
Rötzer ist der Familienname folgender Personen:
- Andreas Rötzer (* 1971), deutscher Verleger
- Carl Roetzer, auch Karl Rötzer (* im 19. Jahrhundert), deutscher Kunstmaler/Glasmaler in Kassel
- Florian Rötzer (* 1953), deutscher Journalist
- Franz Xaver Rötzer (* 1896), deutscher Lehrer
- Hans Gerd Rötzer (* 1933), deutscher Literaturwissenschaftler, Hochschullehrer und Sachbuchautor
- Josef Rötzer (1920–2010), österreichischer Arzt für Allgemeinmedizin
- Karl Rötzer (1862–1908), österreichischer Volkssänger und Schriftsteller
- Kurt Rötzer (1921–1984), österreichischer Langstreckenläufer
- Marie Rötzer (* 1967), österreichische Theaterintendantin
- Richard Rötzer (* 1952), deutscher Schriftsteller